# Where the Light Is
Albums de John Mayer
The Village Sessions
(2006) Battle Studies
(2009)
Where The Light Is est le dernier CD/DVD Live de John Mayer. Tourné au Nokia Theatre de Los Angeles fin 2007, il se compose de trois parties.

## Liste des chansons

### Acoustique
1. Neon (Mayer, Clay Cook) - 5:58
2. Stop This Train - 5:00
3. In Your Atmosphere - 5:46
4. Daughters - 5:05
5. Free Fallin' (de Tom Petty, Jeff Lynne) - 4:24

### John Mayer Trio
1. Every Day I Have the Blues (de Elmore James) - 4:14
2. Wait Until Tomorrow (de Jimi Hendrix) - 4:19
3. Who Did You Think I Was - 4:23
4. Come When I Call - 3:24
5. Good Love Is on the Way (Mayer, Steve Jordan, Pino Palladino) - 4:19
6. Out of My Mind - 10:11
7. Vultures (Mayer, Jordan, Palladino) - 5:20
8. Bold as Love (de Jimi Hendrix) - 8:38

### Groupe entier
1. Waiting on the World to Change - 3:53
2. Slow Dancing in a Burning Room - 5:19
3. Why Georgia - 4:27
4. The Heart of Life - 3:40
5. I Don't Need No Doctor (de Ray Charles) - 6:03
6. Gravity - 9:41
7. I Don't Trust Myself (With Loving You) - 8:45
8. Belief - 6:04
9. I'm Gonna Find Another You - 5:41